# Solenopsis minuta
Solenopsis minuta là loài thực vật có hoa trong họ Hoa chuông. Loài này được (L.) C.Presl miêu tả khoa học đầu tiên năm 1836.